# Jonathan Dayton
Jonathan Dayton (Elizabeth, 1760. október 16. – Elizabeth, 1824. október 9.) az Amerikai Egyesült Államok szenátora (New Jersey, 1799–1805).